# Großer Laber
Der Große Laber ist ein 1466 m ü. NHN hoher bewaldeter Gipfel im Labermassiv in den Ammergauer Alpen. Der Große Laber zwischen Ettal und Ober erhebt sich über dem Loisachtal im Kammverlauf (beginnend mit dem Kleinen Laber) nach dem Mühlberg.
Im Gegensatz zu seinem prominenten Nachbarn, dem Ettaler Manndl, wird er kaum begangen und ist nur über kaum ausgetretene aber teilweise markierte Steige erreichbar.
Der höchste Punkt ist mit einem kleinen Gipfelkreuz versehen, bietet aber erst im weiteren Kammverlauf zu einem Gedenkkreuz und einem Jägerstand, der Schnitzschuikanzel, im Süden einen eingeschränkten Ausblick nach Osten und Südwesten.